# Album Top-40
Album Top-40, Album Top 40 – duńska lista przebojów. Przedstawia 40 najlepiej sprzedających się (CD i digital download) i najczęściej streamingowanych albumów w Danii. Sprzedaż i streaming jest monitorowany przez firmę M&I Service. Przygotowywaniem lisy zajmuje się International Federation of the Phonographic Industry w oparciu o metodę analityczną, a jest ona publikowana w każdą środę.